# 普忠路
普忠路，為臺灣桃園市中壢區通往中壢工業區和華勛地區的道路，起點在中華路二段，銜接南園路；終點在榮民南路，銜接晉元路。普忠路延伸至榮民南路後節省了華勛地區到中壢工業區的時間。

## 沿經行政區域
- 桃園市
  - 中壢區

## 車道配置
- 全線:雙向各二車道

## 主要結點
- 中華路二段
- 環中東路
- 新中北路
- 榮民南路